# Баня (помещение)
Баня (на английски: bathroom, на немски: Badezimmer) е помещение в едно жилище или сграда, в което човек се къпе, използва вана, взима душ, мие си лицето и ръцете, бръсне се, мие си зъбите и други. Може да се използва за козметични грижи, грижи за косата и други. В нея се разполага вана или душ или и двете. Обикновено има умивалник. Понякога в същото помещение се разполага тоалетната и/или биде.

## История
Първите сведения за използването на бани датират от 3000 г. пр.н.е. По това време водата е имала силно религиозно значение. В близкото минало броят на баните в индивидуалните жилища е ограничен, което е свързано и с липсата на технически възможности като течаща вода, канализация, качествени материали и др. В един голям град като Копенхаген през 1906 г. само в 3,8 % от жилищата е имало баня.
Тъй като определено са липсвали достатъчно бани във всички жилища и жилищни сгради, са строени и използвани обществени бани за хигиенизиране на населението. През втората половина на 20 век с масовото строителство за жилища в Европа и в България постепенно отпада необходимостта от обществени бани за хигиенизиране. Така например в България съгласно статистиката на населението от 2019 г. има близо 4 милиона индивидуални жилища (апартаменти и жилища) и използването на обществени бани за хигиенна цел, които през 60-те година са над 240 бр., отпада като необходимост.

## Съвременни изисквания
При изграждане на помещенията за баня трябва да се изпълняват редица изисквания свързани с безопасността при ползване специално електрическата безопасност на използваните уреди. Поради високата влажност в помещението не могат да се използват стандартните електрически уреди без допълнителни мерки. Нови изисквания за България са изискванията за достъпност за използване, като допълнителни подпори, нестандартни височини и уреди за аварийно свързване на ползватели. Електрическите уреди, като например осветителни тела, отоплителни уреди и отопляеми поставки за кърпи, обикновено трябва да се монтират като осветителни тела с постоянни връзки, а не с щепсели и контакти.